# Station Oji
Station Ōji (王寺駅,  Ōji-eki) is een spoorwegstation in de Japanse stad Ōji. Het wordt aangedaan door de Wakayama-lijn, de Yamatoji-lijn (JR West) en de Ikoma-lijn (Kintetsu). Van  zowel de Wakayamalijn als de Ikoma-lijn is dit station het eindpunt, maar de treinen van de Wakayama-lijn rijden regelmatig door via het traject van de Yamatoji-lijn en vice versa. Het station heeft in totaal zeven sporen, gelegen aan drie eilandperrons en een enkel zijperron. 

Het station Ōji ligt naast het station  Station Shin-Ōji  (新王寺,lett. Nieuw-Ōji), dat als een deel van het station Ōji wordt beschouwd. Dit station wordt aangedaan door de Tawaramoto-lijn (Kintetsu). Dit station heeft een enkel zakspoorperron, waar reizigers aan beide kanten in en uit kunnen stappen.

## Lijnen
De treinen hebben geen vaste sporen, daar deze regelmatig hun route vervolgen op elkaars traject: zo rijdt de Wakayama-lijn door op het traject van de Yamatoji-lijn richting Ōsaka. 

### JR West
| 1   | ■ Yamatoji-lijn | richting Nara en Kamo               |
| 2,3 | ■ Yamatoji-lijn | richting Tennōji, JR Namba en Ōsaka |
| 4,5 | ■ Wakayama-lijn | richting Takada, Gojō en Wakayama   |

## Kintetsu
Kintetsu heeft haar eigen perrons, zowel op het station Ōji als Shin-Ōji. 
| 1,2 | ■ Ikoma-lijn | richting Station Ikoma |

| 1 | ■ Tawaramoto-lijn | richting Nishi-Tawaramoto |

## Geschiedenis
Het station Ōji werd in 1890 geopend. In 1918 werd het station Shin-Ōji geopend en in 1922 het gedeelte van Kintetsu bij het station Ōji. De stations werden in 1920, 1978 en in 2006 vernieuwd.

## Overig openbaar vervoer
Er bevindt zich een busstation nabij het station.

## Stationsomgeving

### Noordkant
- Ōji-rivier
- Liebell Ōji (winkelcentrum)
- McDonald's
- Prefecturaal ziekenhuis Mimuro Nara
- Muji (voordeelwinkel)

### Zuidkant
- Stadhuis van Ōji
- Bibliotheek van Ōji
- Mister Donut
- Royal Host (restaurantketen)
- Kyoto Bank
- Mitsui Sumitomo Bank
- Lawson
- 7-Eleven
- Katsuge-rivier
- ECC (taalschool)

(Kansai-lijn<<) Kamo · Kizu · Narayama · Nara · Kōriyama · Yamato-Koizumi · Hōryūji · Ōji · Sangō · Kawachi-Katakami · Takaida · Kashiwara · Shiki · Yao · Kyūhōji · Kami · Hirano · Tōbu-Shijō-mae · Tennōji · Shin-Imamiya · Imamiya (>>Osaka-ringlijn) · JR Namba
(Yamatoji-lijn<<) Ōji · Hatakeda · Shizumi · Kashiba · JR Goidō · Takada · (>>Sakurai-lijn) · Yamato-Shinjō · Gose · Tamade · Wakigami · Yoshinoguchi · Kitauchi · Gojō · Yamato-Futami · Suda · Shimohyōgo · Hashimoto · Kii-Yamada · Kōyaguchi · Nakaiburi · Myōji · Ōtani · Kaseda · Nishi-Kaseda · Nate · Kokawa · Kii-Nagata · Uchita · Shimoisaka · Iwade · Funato · Kii-Ogura · Hoshiya · Senda · Tainose · Wakayama